# Элвин, Джон
Джон Генри Элвин (англ. John Henry Alvin; 24 ноября 1948 — 6 февраля 2008) — американский художник, автор постеров более чем к 135 фильмам. Считается новатором в жанре киноплаката.

## Биография
Родился 24 ноября 1948 года в городе Хайаннис, штат Массачусетс. Родители Джона были военными, и семья часто переезжала, пока не поселилась в Монтерее в Калифорнии. Будущий художник поступил в школу Pacific Grove Unified School, которую окончил в 1966 году. Уже в юности Элвин увлекался кино и изобразительным искусством, просматривая объявления о новых фильмах в воскресной газете. После окончания школы поступил в Колледж искусства и дизайна в Лос-Анджелесе, который окончил в 1971 году. Затем Джон Элвин работал на анимационной студии. В 1974 году друг пригласил Элвина поработать над постером для фильма Мела Брукса «Сверкающие сёдла». Художник избрал необычный путь: он создал серьёзный плакат, включающий шуточные элементы. Постер понравился режиссёру. Сотрудничество с Бруксом продолжилось на его следующем фильме, «Молодой Франкенштейн», и нескольких последующих фильмах.
В течение карьеры, которая продолжалась более трёх десятилетий, Джон Элвин создал постеры к таким фильмам, как «Инопланетянин», «Бегущий по лезвию», «Гремлины», «Человек дождя», «Бэтмен возвращается». Художник продолжал искать необычные решения. Например, плакат к фильму «Инопланетянин» изображает руки инопланетянина и его друга, мальчика Эллиота, соприкасающиеся кончиками пальцев. Этот плакат был вдохновлён фреской Микеланджело «Сотворение Адама». Исполнительный вице-президент Walt Disney Pictures по печатной рекламе Джон Сабел сказал, что именно благодаря постерам Элвина мультфильмы «Король Лев» и «Горбун из Нотр-Дама» добились такого успеха. Особый стиль художника даже получил название «элвинеск».
Одной из последних работ Элвина стали юбилейные плакаты к 30-летию франшизы «Звёздные войны».
Джон Элвин умер от инфаркта миокарда 6 февраля 2008 года.
26 августа 2014 года была издана книга «The Art of John Alvin».

## Личная жизнь
Супруга — Андреа Элвин, художница. Дочь — Фарра Элвин, бродвейская певица.
Также у художника есть сестра, Сьюзан Элвин.

## Избранная фильмография
- Сверкающие сёдла
- Молодой Франкенштейн
- Призрак рая
- Инопланетянин
- Бегущий по лезвию
- Виктор/Виктория
- Сумеречная зона
- Гремлины
- Кокон
- Большое приключение Пи-Ви
- Без компромиссов
- Золотой ребёнок
- Внутреннее пространство
- Космические яйца
- Кобра
- Империя солнца
- Кокон: Возвращение
- Человек дождя
- Артур 2: На мели
- Русалочка
- Джо против вулкана
- Арахнофобия
- Человек тьмы
- Принц Щелкунчик
- Городские пижоны
- Испуганный глупец Эрнест
- Красавица и Чудовище
- Звёздный путь 6: Неоткрытая страна
- Аладдин
- Бэтмен возвращается
- Три мушкетёра
- Парк юрского периода
- Король Лев
- Бэтмен навсегда
- Эйс Вентура 2: Когда зовёт природа
- Балто
- Убрать перископ
- Горбун из Нотр-Дама
- Коты не танцуют
- Волшебный меч: В поисках Камелота
- Властелин колец: Братство кольца
- Властелин колец: Две крепости
- Властелин колец: Возвращение короля
- Зачарованная